# Finding North
Pour plus de détails, voir Fiche technique et Distribution.
Finding North est un film dramatique américain réalisé par Tanya Wexler, sorti en 1999.

## Synopsis
Makkena est renvoyé de son emploi comme caissière dans une banque quand ses amis engage une strip-teaseuse pour se présenter à la banque pour son anniversaire. Elle rencontre l'homme[style à revoir], n'ayant rien d'autre à faire, elle le suit au Texas. En chemin, elle se rend compte qu'il est homosexuel.

## Fiche technique
- Titre : Finding North
- Réalisateur : Tanya Wexler
- Scénario : Kim Powers
- Production : Redeemable Features, Soho Productions
- Musique : Café Noir
- Image : Thom Zimny
- Montage :
- Affiche :
- Genre : Drame
- Date de sortie : 4 juin 1999

## Distribution
- Wendy Makkena
- John Benjamin Hickey
- Jonathan Walker
- Anne Bobby
- Rebecca Creskoff
- Angela Pietropinto
- Freddie Roman